# London, Arkansas
London är en ort i Pope County i delstaten Arkansas, USA.